# John Zachary Young

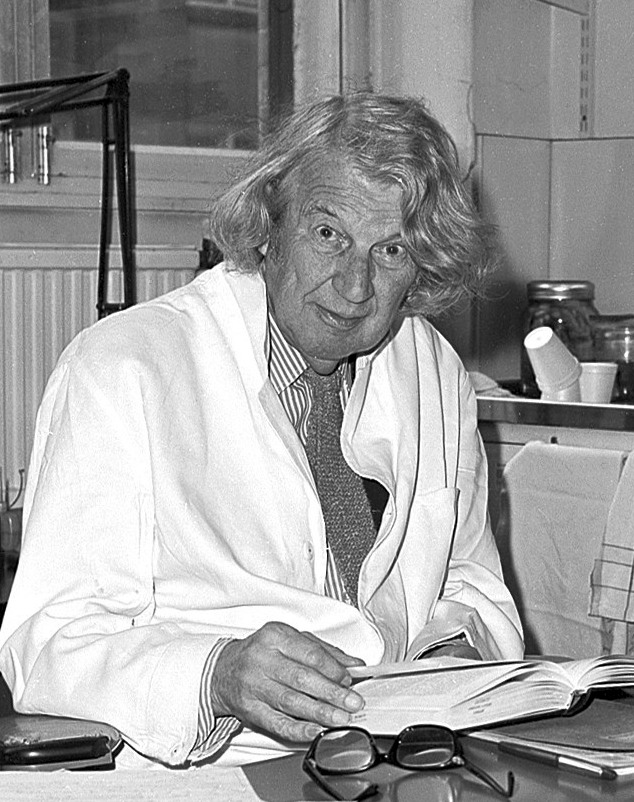
John Zachary Young, Mai 1978

John Zachary Young (* 18. März 1907 in Bristol; † 4. Juli 1997 in Oxford) war ein britischer Zoologe, Anatom und Neurobiologe.
John Zachary Young war ein Urgroßneffe von Thomas Young, ein Enkel von John Eliot Howard, ein Urenkel von Luke Howard und ein Cousin 2. Grades von Henry Eliot Howard.
Young studierte am Marlborough College und am Magdalen College (University of Oxford, unter anderem bei Edwin Stephen Goodrich und Gavin Rylands de Beer), wo er 1928 einen Master in Zoologie erwarb. 1928/1929 war er zu einem Forschungsaufenthalt an der Zoologischen Station Neapel.
Von 1933 bis 1945 war Young Dozent für Anatomie an der Oxford University, unterbrochen von einem Forschungsaufenthalt 1936 in Chicago, St. Louis und am Marine Biological Laboratory in Woods Hole, Massachusetts. Während des Zweiten Weltkriegs arbeitete Young (unter anderem mit Ludwig Guttmann und dem späteren Nobelpreisträger Peter Brian Medawar) zu Verletzungen des Nervensystems. 1945 erhielt Young an der University of London als erster Zoologe im Vereinigten Königreich eine Professur für Anatomie an einer Medizinischen Fakultät. Auch nach seiner Emeritierung 1974 blieb er wissenschaftlich aktiv.
John Z. Young leistete grundlegende Studien zum Nervensystem von Wirbellosen. Er entdeckte das Riesenaxon der Kalmare und gilt als Pionier der neurobiologischen Forschung am Kraken, an denen er die Radula, Statozysten, Augenmuskeln, Sehverhalten und Gedächtnis erforschte. Young veröffentlichte Fachbücher in Biologie und Zoologie, aber auch zu Gehirn und Geist.
Young war mit Phyllis Heaney verheiratet, mit der er zwei Kinder hatte, später mit Raye Parsons, mit der er ein Kind hatte.

## Auszeichnungen, Mitgliedschaften und Ehrenvorlesungen (Auswahl)
- 1945 Mitglied der Royal Society[1]
- 1950 Reith Lectures: “Doubt and Certainty in Science”[2]
- 1957 Ausländisches Ehrenmitglied der American Academy of Arts and Sciences[3]
- 1965 Croonian Lecture der Royal Society: “The organization of a memory system”
- 1967 Royal Medal der Royal Society: “In recognition of his outstanding researches correlating neural structure with function.”
- 1972 Mitglied der Accademia Nazionale dei Lincei[4]
- 1973 Linné-Medaille der Linnean Society of London
- 1973 Mitglied der American Philosophical Society[5]
- 1986 Ehrenmitglied der British Academy[6]